# Požár nákupního centra v Kazani
Požár nákupního centra Admirál byl mimořádná událost, která se přihodila 11. března 2015 v Kazani v ruské autonomní republice Tatarstán. Na pětistupňové škále byl požáru přidělen čtvrtý stupeň složitosti. Při požáru zahynulo 17 lidí a 55 osob bylo zraněno.

## Průběh požáru a jeho hašení
Požár v nákupním centru Admiral v Kirovském rajónu v Kazani byl oznámen ve 12:55 místního času. Oheň zasáhl plochu okolo 4000 m², z budovy bylo evakuováno přibližně 650 lidí. K hašení požáru a záchranným pracím bylo povoláno 305 hasičů a záchranářů a bylo použito 76 kusů techniky. Byl zapojen i vrtulník Mil Mi-8 civilní obrany, který při deseti vzletech svrhl celkově 10 tun vody.

## Mrtví a nezvěstní
Podle zpráv ze 13. března 2015 zabil požár 17 lidí, 55 osob utrpělo popáleniny či jiná zranění. Záchranáři nevylučovali, že pod troskami budovy se mohly nacházet další oběti.
| Zemřelí podle občanství | Zemřelí podle občanství |
| občanství               | počet                   |
| ----------------------- | ----------------------- |
| Rusko                   | 8                       |
| Ázerbájdžán             | 1                       |
| Kyrgyzstán              | 1                       |
| Tádžikistán             | 2                       |
| Turecko                 | 1                       |
| Uzbekistán              | 4                       |

## Vyšetřování
Podle údajů ruského ministerstva pro mimořádné události začal požár v kavárně v prvním patře. Pravděpodobnou příčinou byl zkrat v elektroinstalaci, další možnou verzí bylo žhářství. Specialisté ministerstva pracují na místě.
Bylo zahájeno vyšetřování trestného činu podle odstavce 2 paragrafu 219 trestního zákoníku Ruské federace („porušení požadavků požární bezpečnosti vedoucí k úmrtí osoby“). V rámci vyšetřování byl zadržen třicetiletý Gusejn Gachramanov, ředitel resp. nájemce obchodního centra «Заря». Byl podezřelý z toho, že nezorganizoval náležitým způsobem práci bezpečnostní služby obchodního centra při evakuaci lidí. Zadržen byl i jeho zástupce Nikolaj Kajekin.
Dalšími obviněnými osobami byly Minezil Safinová a Žanna Alparová. Safinová byla podezřelá „ze zneužití pravomoci se závažnými následky“ a „nedbalosti, vedoucí ke smrti dvou či více osob“. Alparové bylo kladeno za vinu „podněcování ke zneužití funkce s vážnými následky“.

## Reakce
14. březen byl v Republice Tatarstán prohlášen dnem smutku. Prezident Tatarstánu Rustam Minnichanov nařídil vyplatit každé rodině zemřelých obětí požáru odškodné ve výši jeden milion rublů. Od 200 do 400 tisíc rublů bylo vyplaceno lidem, kteří byli při požáru zraněni..
Představitel Vyšetřovacího výboru Ruské federace Vladimir Markin srovnal tuto událost s požárem, který byl do té doby (co do počtu obětí) nejtragičtějším v postsovětském Rusku – požárem v klubu Chromaja lošaď.